# エンツォ・ベアルツォット
エンツォ・ベアルツォット（Enzo Bearzot、1927年9月26日 - 2010年12月21日）は、イタリア・アイエッロ・デル・フリウーリ出身の元同国代表の元サッカー選手、元サッカー指導者。1982年にイタリアが3度目のワールドカップ制覇を成し遂げた時の監督として知られる。

## 略歴
1964年に選手生活を終えた後に、古巣トリノFCの下部組織を経て、1968年にACプラートの監督に就任。翌1969年からはイタリア23歳以下代表監督を務め、イタリア代表のコーチも兼務していたが、1976年のユーロ76予選で敗退した事を受け、翌1977年に代表監督に就任した。1978年のワールドカップ・アルゼンチン大会において4位、地元開催となった1980年のユーロ80において4位の成績を残した。
しかし、1982年のワールドカップ・スペイン大会では1次リーグで苦戦を続けた事でイタリアのマスコミからは激しい批判を浴びた。これに対しベアルツオットは沈黙を守った。その後、イタリア代表は復調し強豪国を次々に下し、決勝戦においても優勝候補の一角の西ドイツを3-1で下し44年ぶりの世界王者に導いた。
キャプテンのディノ・ゾフや当時のサンドロ・ペルティーニ大統領らとトロフィーを掲げ歓喜する姿はイタリアのサッカーファンの記憶に残っている。
その後、1986年のワールドカップ・メキシコ大会でも指揮を執ったが、決勝トーナメント1回戦でフランスに敗れた責任を取り辞任した。
2010年12月21日、イタリア・ミラノにて死去。83歳没。

## 選手歴
- 1946-1948  ASプロ・ゴリツィア
- 1948-1951  インテル
- 1951-1954  カターニア
- 1954-1956  トリノ
- 1956-1957  インテル
- 1957-1964  トリノ

## 指導歴
- 1968-1969　 ACプラート
- 1969-1975　 イタリアU-23代表
- 1977-1986　 イタリア代表

## 獲得タイトル
- 1982年スペインW杯優勝

## 脚註
1. ↑  Italian coaching legend Enzo Bearzot dies at 83 BBC News 2010-12-21